# ریپ ون وینکل

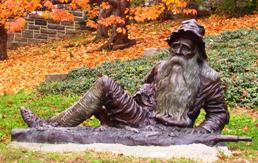
مجسمه ریپ ون وینکل در ایروینگتون، نیویورک (شهری که به نام واشینگتن ایروینگ نامگذاری شده)، نه چندان دور از محل تریتاون سانی ساید، خانه آخر ایروینگ.

«ریپ ون وینکل» داستان کوتاهی از نویسنده آمریکایی واشینگتن ایروینگ است که اولین بار در سال ۱۸۱۹ منتشر شد. داستان یک روستایی هلندی-آمریکایی در آمریکای مستعمراتی به نام ریپ ون وینکل را دنبال می‌کند که با هلندی‌های مرموزی دیدار می‌کند، نوشیدنی الکلی تقطیری آنها را می‌خورد و در کوه‌های کتسکیل به خواب می‌رود. او ۲۰ سال بعد در دنیایی بسیار تغییر یافته بیدار می‌شود و وقوع انقلاب آمریکا را تجربه نکرده‌است.
ایروینگ با الهام از گفت‌وگوی نوستالژی با برادر زن خود که آمریکایی بود و خارج از این کشور زندگی می‌کرد، داستان را در حالی که به‌طور موقت در بیرمنگام انگلستان زندگی می‌کرد، نوشت. این کتاب در مجموعه، اسکچ بوک جفری کرین، گنت منتشر شد. در حالی که داستان در کوه‌های کتسکیل نیویورک در نزدیکی جایی که ایروینگ بعداً در آنجا اقامت گزید رخ می‌دهد، او اعتراف کرد: «پیش از این که داستان را نوشتم، هیچگاه در کستکیل نبودم.»

## طرح
داستان «ریپ ون وینکل» در سال‌های قبل و بعد از جنگ انقلابی آمریکا در دهکده‌ای در پای کوه‌های کتسکیل نیویورک رخ می‌دهد که ریپ ون وینکل، روستایی هلندی-آمریکایی در آن زندگی می‌کند. یک روز پاییزی، ون وینکل با سگش ولف به کوه‌ها روانه می‌شود تا از غرغر همسرش فرار کند. او می‌شنود نام او صدا می‌شود و مردی را می‌بیند که لباس قدیمی هلندی پوشیده‌است. او یک بشکه به بالای کوه حمل می‌کند و به کمک نیاز دارد. مرد و ولف با هم به سمت حفره ای می‌روند که در آن ریپ منبع صداهای رعدگونه را کشف می‌کند: گروهی از مردان با لباس‌های آراسته و ریشو که در حال بازی نه پین هستند.
ون وینکل نمی‌پرسد آنها کی هستند و نام او را چگونه می‌دانند. در عوض، او شروع به نوشیدن مقداری از مشروب آنها می‌کند و به زودی به خواب می‌رود. هنگامی که او در کوه از خواب بیدار می‌شود، متوجه تغییرات تکان دهنده ای می‌شود: مشک او پوسیده و زنگ زده‌است، ریشش یک فوت بلند شده‌است و سگش پیدا نبست. او به روستای خود بازمی‌گردد، که هیچ‌کس را در آنجا نمی‌شناسد. او درست پس از یک انتخابات می‌آید و مردم از او می‌پرسند که چگونه رای داده‌است. او که هرگز در زندگی خود رای نداده بود، خود را تابع وفادار پادشاه جورج سوم می‌داند، غافل از اینکه انقلاب آمریکا رخ داده‌است، و تقریباً با مردم شهر به دردسر برمی‌خورد تا اینکه یک زن مسن او را به عنوان ریپ ون وینکل گمشده می‌شناسد.
پرتره پادشاه جورج روی تابلوی مسافرخانه با جورج واشینگتن جایگزین شده‌است. ون وینکل متوجه می‌شود که بیشتر دوستانش در جریان انقلاب آمریکا کشته شده‌اند. او همچنین برای یافتن مرد دیگری به نام ریپ ون وینکل آشفته می‌شود. این پسرش است که اکنون بزرگ شده‌است. ون وینکل همچنین متوجه می‌شود که همسرش مدتی پیش مرده‌است، اما از این خبر ناراحت نمی‌شود. او متوجه می‌شود که شایعه شده‌است که مردانی که در کوه‌ها با آنها ملاقات کرده‌است، ارواح خدمه هالوه مان هستند که کاوشگر دریایی انگلیسی هنری هادسون ناخدای آن بود. او همچنین متوجه می‌شود که حداقل ۲۰ سال است که از روستا دور بوده‌است. دختر بالغش او را می‌پذیرد و او بیکاری همیشگی خود را از سر می‌گیرد. داستان عجیب او به‌طور جدی مورد توجه شهرک نشینان هلندی، به ویژه توسط کودکانی قرار گرفته که می‌گویند، هرگاه رعد و برق شنیده می‌شود، مردان کوهستانی باید در حال بازی نه پین باشند.

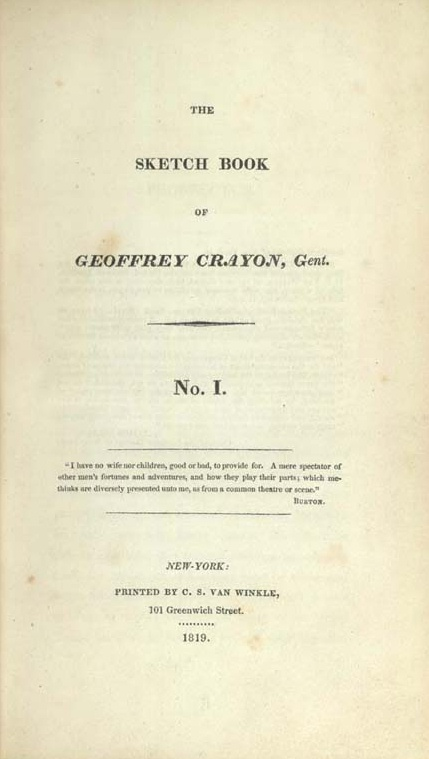
اولین قسمت از کتاب اسکچ جفری کریون، جنت. شامل "ریپ ون وینکل"